# Радимнянський деканат
Радимнянський деканат — колишня структурна одиниця Перемишльської єпархії греко-католицької церкви з центром в м. Радимно. Очолював деканат декан.

## Територія
В 1936 році в Радимнянському деканаті було 15 парафій:
1. Парафія с. Болестрашичі;
2. Парафія с. Валява з філіями с. Дусівці та приходом с. Халупки Дусівські;
3. Парафія с. Вишатичі;
4. Парафія с. Дрогоїв з філіями с. Гнатковичі, с. Трійчичі, с. Заболотці та приходом с. Замойсьці, с. Вацлавичі, с. Орли;
5. Парафія с. Журавиця з філією с. Бушковичі та приходом с. Бушковички;
6. Парафія с. Заліська Воля та приходом присілка Бабяки;
7. Парафія с. Заміхів з філією с. Дмитровичі та приходом присілків Людків, Чемеровичі;
8. Парафія с. Малковичі з філією с. Дуньковички;
9. Парафія с. Мацьковичі з філією с. Кусеничі;
10. Парафія с. Ніновичі;
11. Парафія с. Острів з філіями с. Лівці, с. Тучапи;
12. Парафія м. Радимно приходом с. Сколошів;
13. Парафія с. Святе з філією с. Задуброва;
14. Парафія с. Сосниця;
15. Парафія с. Уйковичі з філіями с. Батичі, с. Оріхівці.

### Декан
- 1936 — Борисевич Андрій в Дрогоєві.

### Кількість парафіян
1936 — 25 672 особи.
Деканат було ліквідовано в травні 1946 р.